# 루시어스 푸트

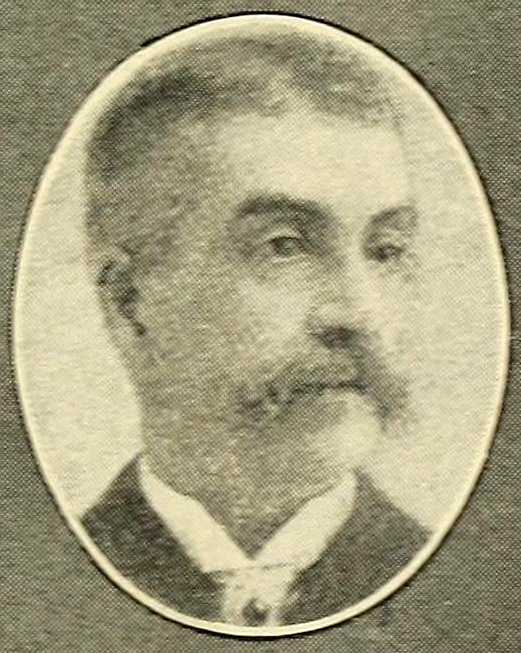
루시어스 하워드 푸트의 모습

루시어스 하우드 푸트(영어: Lucius Harwood Foote, 1826년 4월 10일 ~ 1913년 6월 4일)는 미국의 외교관이다. 조선에서는 복덕(福德) 또는 복특(福特)이라는 이름도 사용했다. 미국이 조선에 파견한 첫 공사였다. 파견 기간은 1883년부터 1885년까지였다.

## 생애
뉴욕 윈필드에서 태어났다. 부친은 목사인 루시어스 푸트(Lucius Foote), 모친은 일렉타 하우드(Electa Harwood)이다. 1862년에 로즈 프로스트 카터(Rose Frost Carter)와 결혼했다가 1885년에 사별했다. 1856년부터 1860년까지 캘리포니아주 지방판사를 지냈다. 1861년부터 1865년까지 미합중국 관세국장, 1878년부터 1881년까지 칠레 발파라이소 총영사를 지냈다.

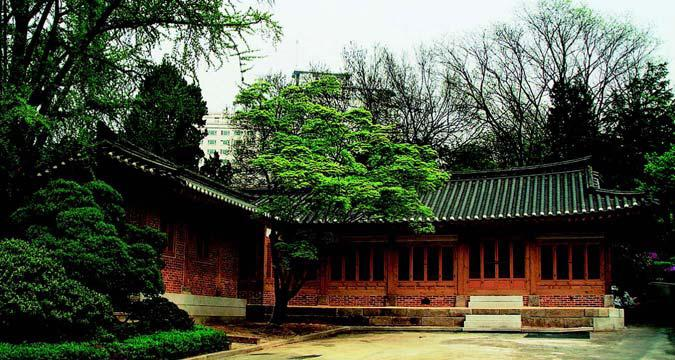
최초의 미국 공사관

1882년 5월 조미 수호 통상 조약이 체결된 이후 1883년 2월에 특명전권공사로 임명됐고, 1883년 5월부터 한성에 주재했다. 1884년 8월에는 한옥 2채를 구입해 이중 1채를 미국 공사관으로 만들었다. 조선 공사를 사임한 뒤에는 샌프란시스코에 거주했다.

## 같이 보기
- 주한 미국 대사